# Luxi (köpinghuvudort i Kina, Hubei Sheng, lat 29,92, long 113,68)
Luxi (kinesiska: 陆溪, 陆溪镇) är en köpinghuvudort i Kina. Den ligger i provinsen Hubei, i den centrala delen av landet, omkring 94 kilometer sydväst om provinshuvudstaden Wuhan. Antalet invånare är 18 342. Befolkningen består av 8 797 kvinnor och 9 545 män. Barn under 15 år utgör 15,0 %, vuxna 15-64 år 74 %, och äldre över 65 år 9,0 %.
Runt Luxi är det tätbefolkat, med 276 invånare per kvadratkilometer. Närmaste större samhälle är Wulin, 8,1 km väster om Luxi. Trakten runt Luxi består till största delen av jordbruksmark.
Genomsnittlig årsnederbörd är 1 743 millimeter. Den regnigaste månaden är maj, med i genomsnitt 244 mm nederbörd, och den torraste är januari, med 42 mm nederbörd.